# Horsford (Norfolk)
Horsford ist ein Dorf und Civil parish in der Grafschaft Norfolk, etwa 10 km nördlich von Norwich.
Das Dorf ist vom Horsford Forest umgeben, welcher eine Kolonie des gefährdeten Geißklee-Bläulings beheimatet.
In der Nähe befindet sich zudem auch Horsford Castle, eine abgegangene Burg, welche im 15. Jahrhundert aufgegeben wurde.